# Маклауд јакна
Меклауд јакна је била веома популарна осамдесетих година. Иако је важећа транслитерација презимена McCloud - Маклауд, у колоквијалном говору па чак и у штампи се тих година појавио облик Меклауд и остао у памћењу и говору. Посредно се изговор пренео и на израз за Меклауд јакну што не укида важећа правила изговора енглеских имена већ је сведочанство једне занимљиве појаве.
Добила је назив по шерифу Меклауду, главном јунаку из серије „Шериф из Њујорка“. Јакна је кожна браон боје, са реверима од крзна. Јакна је израђена од више већих комада коже који су ушивени и на предњем и задњем делу, нетипичним за друге моделе јакни. Најчешће се израђује у светло браон боји, али постоје и модели у различитим нијансама браон боје.